# The Law (Exhorder)
The Law è il secondo album in studio del gruppo musicale thrash/groove metal statunitense Exhorder, pubblicato il 15 marzo del 1992 dalla Roadrunner Records.

## Il disco
Rispetto al precedente album Slaughter in the Vatican, il suono della band è diventato molto più orientato al groove metal, pur mantenendo gran parte delle sue radici thrash metal. È stato ripubblicato dalla Roadrunner Records nel 2003 in un set di due dischi insieme a Slaughter in the Vatican e nuovamente nel 2008. La canzone Into the Void è una cover di una canzone dei Black Sabbath tratta dal loro album Master of Reality.

## Tracce
1. Soul Search Me – 4:50
2. Unforgiven – 3:53
3. I Am the Cross – 4:33
4. Un-Born Again – 2:49
5. Into the Void (Black Sabbath cover) – 6:07
6. The Truth – 3:26
7. The Law – 4:49
8. Incontinence – 3:45
9. (Cadence of) the Dirge – 4:31

## Formazione
- Kyle Thomas - voce
- Vinnie Labella - chitarra
- Jay Ceravolo - chitarra
- Franky Sparcello - basso
- Chris Nail - batteria